# Дротинська сільська рада
| Дротинська сільська рада — колишній орган місцевого самоврядування у Виноградівському районі Закарпатської області з адміністративним центром у с. Дротинці. Сільській раді були підпорядковані населені пункти: - с. Дротинці |

## Склад ради
Рада складалася з 20 депутатів та голови.

## Керівний склад сільської ради
| ПІБ                      | Основні відомості                                                         | Дата обрання | Дата звільнення |
| ------------------------ | ------------------------------------------------------------------------- | ------------ | --------------- |
| Богля Микола Миколайович | Сільський голова, 1963 року народження, освіта, безпартійний              | 26.03.2006   | 31.10.2010      |
| Богля Микола Миколайович | Сільський голова, 1963 року народження, освіта вища, член Партії регіонів | 31.10.2010   |                 |

Примітка: таблиця складена за даними джерела

## Населення
Згідно з переписом УРСР 1989 року чисельність наявного населення сільської ради становила 1813 осіб, з яких 877 чоловіків та 936 жінок.
За переписом населення України 2001 року в сільській раді мешкало 1960 осіб.

### Мова
Розподіл населення за рідною мовою за даними перепису 2001 року:
| Мова       | Відсоток |
| ---------- | -------- |
| українська | 98,85 %  |
| російська  | 0,55 %   |
| угорська   | 0,45 %   |
| білоруська | 0,10 %   |